# صورة لاتخ

صورة منشأة عن طريق لاتكس

صورة لاتك (PGF/TikZ) هي عبارة عن صورة متجهية تنتج عن طريق استخدام أكثر من لغة برمجية.
PGF هي اختصار (portable graphics format)

TikZ هي اختصار (TikZ ist kein Zeichenprogramm)، وهي عبارة ألمانية تعني: TikZ ليس ببرنامج للرسم.
تمثل صيغة TikZ مستوى عال من برمجة الماكرو (higher-level language) بينما تمثل صيغة PGF المراحل الدنيا من البرمجة (low-level language). المراحل الأخيرة من الصيغتين ترتبط لينتج منها ماكرو لاتك (TeX marcos).
مصمم لغة البرمجة هو البروفيسور تل تانتاو (Till Tantau) من جامعة لوبيك الألمانية وهو المطور الوحيد المعروف لصيغ PGF و TikZ المكتوبة في لاتك.
يعبر عن اللغتين المستخدمتين بِ TeX و LaTeX أو ب ConTeXt. البرمجة مشابهة لما يعرف ب PSTricks، لكن الفرق يكمن في أن TeX و LaTeX لا تقتصر على إنشاء ال PostScript فقط، وإنما تعدم صيغة PDF للصورة الناتجة أيضا.
هناك برامج عدة حاليا تتيخ صيغة مخرج متجهية للصور (PGF/TikZ)، منها البرنامج (البرمجيات) التالية:
```
* 
GeoGebra

* (
Matlab
)
* Statistic R  
* 
Inkscape
```

بجانب هذه البرمجيات، هناك عدة محررات (editors) تدعم تصميم صيغة TikZ، منها المحرر KtikZ.
لصور PGF و TikZ استحسان و اهتمام خاص في الأبحاث العلمية في الرياضيات،الهندسة، الخ والسبب هو جودة الصور الناتجة والتي تبقى حادة حتى لو تم تكبيرها (zoom) بآلاف المرات.